# Elingen
Pour l’article ayant un titre homophone, voir Ellingen.
Elingen est une section de la commune belge de Pepingen située en Région flamande dans la province du Brabant flamand. C'était une commune à part entière avant la fusion des communes de 1977.

## Démographie

### Évolution démographique
- Sources : INS, Rem. : 1831 jusqu'en 1970 = recensements, 1976 = nombre d'habitants au 31 décembre[2].